# Secrétaire d'État à l'Intérieur
Le secrétaire d'État à l'Intérieur (en anglais : Secretary of State for the Home Department), communément appelé Home Secretary, est le ministre chargé de la politique intérieure, de l'immigration et de la citoyenneté dans le gouvernement du Royaume-Uni, à la tête du Bureau de l'Intérieur (Home Office), équivalent du ministère de l'intérieur en France.
Le poste est considéré comme l'un des quatre grands offices d'État (Great Offices of State) et actuellement la fonction la plus importante au sein du gouvernement après le Premier ministre (Prime Minister), le chancelier de l'Échiquier (Chancellor of the Exchequer) et le secrétaire d'État aux Affaires étrangères et du Commonwealth (Foreign Secretary).
Depuis le 5 juillet 2024, la fonction est occupée par Yvette Cooper.

## Historique
La fonction est établie le 27 mars 1782 sous le règne de George III.

## Fonction
Les responsabilités du Home Secretary sont, entre autres :
- La police au Royaume-Uni, plus spécifiquement en Angleterre et au pays de Galles
- Les domaines de la sécurité nationale
- Les questions relatives à l'immigration au Royaume-Uni
- Le Service de la Sécurité, souvent appelé MI5

Dans le passé, le Home Secretary était le ministre responsable des prisons et de la justice en Angleterre et au pays de Galles ; mais, en 2007, ces responsabilités ont été transférées au Ministère de la Justice.

## Liste desHome Secretaries(ministres de l'intérieur)
Légende
(partis politiques)
- Whig
- Libéral
- Tory
- Conservateur
- Travailliste
- National Liberal
- National Government

### 1782–1801
| Nom | Nom | Nom                            | Dates du mandat  | Dates du mandat  | Parti Politique            | Premier ministre           |
| --- | --- | ------------------------------ | ---------------- | ---------------- | -------------------------- | -------------------------- |
|     |     | William Petty FitzMaurice      | 27 mars 1782     | 10 juillet 1782  | Whig                       | Charles Watson-Wentworth   |
|     |     | Thomas Townshend               | 10 juillet 1782  | 2 avril 1783     | Whig                       | William Petty FitzMaurice  |
|     |     | Frederick North                | 2 avril 1783     | 19 décembre 1783 | Tory (Coalition Fox-North) | William Cavendish-Bentinck |
|     |     | George Nugent-Temple-Grenville | 19 décembre 1783 | 23 décembre 1783 | Whig                       | William Pitt le Jeune      |
|     |     | Thomas Townshend               | 23 décembre 1783 | 5 juin 1789      | Whig                       | William Pitt le Jeune      |
|     |     | William Grenville              | 5 juin 1789      | 8 juin 1791      | Tory                       | William Pitt le Jeune      |
|     |     | Henry Dundas                   | 8 juin 1791      | 11 juillet 1794  | Tory                       | William Pitt le Jeune      |
|     |     | William Cavendish-Bentinck     | 11 juillet 1794  | 30 juillet 1801  | Tory                       | William Pitt le Jeune      |

### XIXesiècle
| Nom                | Nom               | Nom                         | Dates du mandat   | Dates du mandat   | Parti Politique                      | Premier ministre           |
| ------------------ | ----------------- | --------------------------- | ----------------- | ----------------- | ------------------------------------ | -------------------------- |
|                    |                   | Thomas Pelham               | 30 juillet 1801   | 17 août 1803      | Whig                                 | Henry Addington            |
|                    |                   | Charles Philip Yorke        | 17 août 1803      | 12 mai 1804       | Tory                                 | Henry Addington            |
|                    |                   | Robert Jenkinson            | 12 mai 1804       | 5 février 1806    | Tory                                 | William Pitt le Jeune      |
|                    |                   | George Spencer              | 5 février 1806    | 25 mars 1807      | Whig (Ministère de tous les talents) | William Grenville          |
|                    |                   | Robert Jenkinson            | 25 mars 1807      | 1er novembre 1809 | Tory                                 | William Cavendish-Bentinck |
|                    |                   | Richard Ryder               | 1er novembre 1809 | 8 juin 1812       | Tory                                 | Spencer Perceval           |
|                    |                   | Henry Addington             | 11 juin 1812      | 17 janvier 1822   | Tory                                 | Robert Jenkinson           |
|                    |                   | Robert Peel                 | 17 janvier 1822   | 10 avril 1827     | Tory                                 | Robert Jenkinson           |
|                    |                   | William Sturges Bourne      | 30 avril 1827     | 16 juillet 1827   | Tory                                 | George Canning             |
|                    |                   | Henry Petty-FitzMaurice     | 16 juillet 1827   | 22 janvier 1828   | Whig                                 | Frederick John Robinson    |
|                    |                   | Robert Peel                 | 26 janvier 1828   | 22 novembre 1830  | Tory                                 | Arthur Wellesley           |
|                    |                   | William Lamb                | 22 novembre 1830  | 16 juillet 1834   | Whig                                 | Charles Grey               |
|                    |                   | John Ponsonby               | 19 juillet 1834   | 15 novembre 1834  | Whig                                 | William Lamb               |
|                    |                   | Arthur Wellesley            | 15 November 1834  | 15 décembre 1834  | Tory                                 | Arthur Wellesley           |
|                    |                   | Henry Goulburn              | 15 décembre 1834  | 18 avril 1835     | Conservateur                         | Robert Peel                |
|                    |                   | John Russell                | 18 avril 1835     | 30 août 1839      | Whig                                 | William Lamb               |
|                    |                   | Constantine Phipps          | 30 août 1839      | 30 août 1841      | Whig                                 | William Lamb               |
|                    |                   | James Graham                | 6 septembre 1841  | 30 juin 1846      | Conservateur                         | Robert Peel                |
|                    |                   | George Grey                 | 8 juillet 1846    | 23 février 1852   | Whig                                 | John Russell               |
|                    |                   | Spencer Horatio Walpole     | 27 février 1852   | 19 décembre 1852  | Conservateur                         | Edward Smith-Stanley       |
|                    |                   | Henry Temple                | 28 décembre 1852  | 6 février 1855    | Whig (Coalition)                     | George Hamilton-Gordon     |
|                    |                   | George Grey                 | 8 février 1855    | 26 février 1858   | Whig                                 | Henry John Temple          |
|                    |                   | Spencer Horatio Walpole     | 26 février 1858   | 3 mars 1859       | Conservateur                         | Edward Smith-Stanley       |
|                    |                   | Thomas H. Sotheron-Estcourt | 3 mars 1859       | 18 juin 1859      | Conservateur                         | Edward Smith-Stanley       |
|                    |                   | George Cornewall Lewis      | 18 juin 1859      | 25 juillet 1861   | Libéral                              | Henry John Temple          |
|                    |                   | George Grey                 | 25 juillet 1861   | 28 juin 1866      | Libéral                              | Henry John Temple          |
|                    | John Russell      | George Grey                 | 25 juillet 1861   | 28 juin 1866      | Libéral                              |                            |
|                    |                   | Spencer Horatio Walpole     | 6 juillet 1866    | 17 mai 1867       | Conservateur                         | Edward Smith-Stanley       |
|                    |                   | Gathorne Hardy              | 17 mai 1867       | 3 décembre 1868   | Conservateur                         | Edward Smith-Stanley       |
|                    | Benjamin Disraeli | Gathorne Hardy              | 17 mai 1867       | 3 décembre 1868   | Conservateur                         |                            |
|                    |                   | Henry Bruce                 | 9 décembre 1868   | 9 août 1873       | Libéral                              | William Ewart Gladstone    |
|                    |                   | Robert Lowe                 | août 1873         | 20 février 1874   | Libéral                              | William Ewart Gladstone    |
|                    |                   | R. A. Cross                 | 21 février 1874   | 23 avril 1880     | Conservateur                         | Benjamin Disraeli          |
|                    |                   | William Vernon Harcourt     | 28 avril 1880     | 23 juin 1885      | Libéral                              | William Ewart Gladstone    |
|                    |                   | R. A. Cross                 | 24 juin 1885      | 1er février 1886  | Conservateur                         | Robert Gascoyne-Cecil      |
|                    |                   | Hugh Childers               | 6 février 1886    | 25 juillet 1886   | Libéral                              | William Ewart Gladstone    |
|                    |                   | Henry Matthews              | 3 août 1886       | 15 août 1892      | Conservateur                         | Robert Gascoyne-Cecil      |
|                    |                   | H. H. Asquith               | 18 août 1892      | 25 juin 1895      | Libéral                              | William Ewart Gladstone    |
| Archibald Primrose |                   | H. H. Asquith               | 18 août 1892      | 25 juin 1895      | Libéral                              |                            |
|                    |                   | Matthew White Ridley        | 29 juin 1895      | 12 November 1900  | Conservateur                         | Robert Gascoyne-Cecil      |

### XXesiècle
| Nom             | Nom                   | Nom                   | Dates du mandat   | Dates du mandat   | Parti Politique                                | Premier ministre         |
| --------------- | --------------------- | --------------------- | ----------------- | ----------------- | ---------------------------------------------- | ------------------------ |
|                 |                       | Charles Ritchie       | 12 novembre 1900  | 12 juillet 1902   | Conservateur                                   | Robert Gascoyne-Cecil    |
|                 |                       | Aretas Akers-Douglas  | 12 juillet 1902   | 5 décembre 1905   | Conservateur                                   | Arthur Balfour           |
|                 |                       | Herbert Gladstone     | 11 décembre 1905  | 19 février 1910   | Libéral                                        | Henry Campbell-Bannerman |
|                 | Herbert Henry Asquith | Herbert Gladstone     | 11 décembre 1905  | 19 février 1910   | Libéral                                        |                          |
|                 |                       | Winston Churchill     | 19 février 1910   | 24 octobre 1911   | Libéral                                        |                          |
|                 |                       | Reginald McKenna      | 24 octobre 1911   | 27 mai 1915       | Libéral                                        |                          |
|                 |                       | John Allsebrook Simon | 27 mai 1915       | 12 janvier 1916   | Libéral (Coalition)                            |                          |
|                 |                       | Herbert Samuel        | 12 janvier 1916   | 7 décembre 1916   | Libéral (Coalition)                            |                          |
|                 |                       | George Cave           | 11 décembre 1916  | 14 janvier 1919   | Conservateur (Coalition)                       | David Lloyd George       |
|                 |                       | Edward Shortt         | 14 janvier 1919   | 23 octobre 1922   | Libéral (Coalition)                            | David Lloyd George       |
|                 |                       | William Bridgeman     | 25 octobre 1922   | 22 janvier 1924   | Conservateur                                   | Andrew Bonar Law         |
| Stanley Baldwin |                       | William Bridgeman     | 25 octobre 1922   | 22 janvier 1924   | Conservateur                                   |                          |
|                 |                       | Arthur Henderson      | 23 janvier 1924   | 4 novembre 1924   | Travailliste                                   | Ramsay MacDonald         |
|                 |                       | William Joynson-Hicks | 7 novembre 1924   | 5 juin 1929       | Conservateur                                   | Stanley Baldwin          |
|                 |                       | J. R. Clynes          | 8 juin 1929       | 26 août 1931      | Travailliste                                   | Ramsay MacDonald         |
|                 |                       | Herbert Samuel        | 26 août 1931      | 1er octobre 1932  | Libéral (Gouvernement national)                | Ramsay MacDonald         |
|                 |                       | John Gilmour          | 1er octobre 1932  | 7 juin 1935       | Unioniste (Gouvernement national)              | Ramsay MacDonald         |
|                 |                       | John Allsebrook Simon | 7 juin 1935       | 28 mai 1937       | National Libéral (Gouvernement national)       | Stanley Baldwin          |
|                 |                       | Samuel Hoare          | 28 mai 1937       | 3 septembre 1939  | Conservateur (Gouvernement national)           | Neville Chamberlain      |
|                 |                       | John Anderson         | 4 septembre 1939  | 4 octobre 1940    | Gouvernement National (Gouvernement de guerre) | Neville Chamberlain      |
|                 |                       | Herbert Morrison      | 4 octobre 1940    | 23 mai 1945       | Travailliste (Gouvernement de guerre)          | Winston Churchill        |
|                 |                       | Donald Somervell      | 25 mai 1945       | 26 juillet 1945   | Conservateur (Gouvernement intermédiaire)      | Winston Churchill        |
|                 |                       | James Chuter Ede      | 3 août 1945       | 26 octobre 1951   | Travailliste                                   | Clement Attlee           |
|                 |                       | David Maxwell Fyfe    | 27 octobre 1951   | 19 octobre 1954   | Conservateur                                   | Winston Churchill        |
|                 |                       | Gwilym Lloyd George   | 19 octobre 1954   | 14 janvier 1957   | Conservateur                                   | Winston Churchill        |
|                 | Anthony Eden          | Gwilym Lloyd George   | 19 octobre 1954   | 14 janvier 1957   | Conservateur                                   |                          |
|                 |                       | R. A. Butler          | 14 janvier 1957   | 13 juillet 1962   | Conservateur                                   | Harold Macmillan         |
|                 |                       | Henry Brooke          | 14 juillet 1962   | 16 octobre 1964   | Conservateur                                   | Harold Macmillan         |
|                 | Alec Douglas-Home     | Henry Brooke          | 14 juillet 1962   | 16 octobre 1964   | Conservateur                                   |                          |
|                 |                       | Frank Soskice         | 18 octobre 1964   | 23 décembre 1965  | Travailliste                                   | Harold Wilson            |
|                 |                       | Roy Jenkins           | 23 décembre 1965  | 30 novembre 1967  | Travailliste                                   | Harold Wilson            |
|                 |                       | James Callaghan       | 30 novembre 1967  | 19 juin 1970      | Travailliste                                   | Harold Wilson            |
|                 |                       | Reginald Maudling     | 20 juin 1970      | 18 juillet 1972   | Conservateur                                   | Edward Heath             |
|                 |                       | Robert Carr           | 18 juillet 1972   | 4 mars 1974       | Conservateur                                   | Edward Heath             |
|                 |                       | Roy Jenkins           | 5 mars 1974       | 10 septembre 1976 | Travailliste                                   | Harold Wilson            |
|                 |                       | Merlyn Rees           | 10 septembre 1976 | 4 mai 1979        | Travailliste                                   | James Callaghan          |
|                 |                       | William Whitelaw      | 4 mai 1979        | 11 juin 1983      | Conservateur                                   | Margaret Thatcher        |
|                 |                       | Leon Brittan          | 11 juin 1983      | 2 septembre 1985  | Conservateur                                   | Margaret Thatcher        |
|                 |                       | Douglas Hurd          | 2 septembre 1985  | 26 octobre 1989   | Conservateur                                   | Margaret Thatcher        |
|                 |                       | David Waddington      | 26 octobre 1989   | 28 novembre 1990  | Conservateur                                   | Margaret Thatcher        |
|                 |                       | Kenneth Baker         | 28 novembre 1990  | 10 avril 1992     | Conservateur                                   | John Major               |
|                 |                       | Kenneth Clarke        | 10 avril 1992     | 27 mai 1993       | Conservateur                                   | John Major               |
|                 |                       | Michael Howard        | 27 mai 1993       | 2 mai 1997        | Conservateur                                   | John Major               |
|                 |                       | Jack Straw            | 2 mai 1997        | 8 juin 2001       | Travailliste                                   | Tony Blair               |

### XXIesiècle
| Nom | Nom | Nom              | Dates du mandat  | Dates du mandat  | Parti Politique | Premier ministre |
| --- | --- | ---------------- | ---------------- | ---------------- | --------------- | ---------------- |
|     |     | David Blunkett   | 8 juin 2001      | 15 décembre 2004 | Travailliste    | Tony Blair       |
|     |     | Charles Clarke   | 15 décembre 2004 | 5 mai 2006       | Travailliste    | Tony Blair       |
|     |     | John Reid        | 5 mai 2006       | 28 juin 2007     | Travailliste    | Tony Blair       |
|     |     | Jacqui Smith     | 28 juin 2007     | 5 juin 2009      | Travailliste    | Gordon Brown     |
|     |     | Alan Johnson     | 5 juin 2009      | 11 mai 2010      | Travailliste    | Gordon Brown     |
|     |     | Theresa May      | 12 mai 2010      | 13 juillet 2016  | Conservateur    | David Cameron    |
|     |     | Amber Rudd       | 13 juillet 2016  | 29 avril 2018    | Conservateur    | Theresa May      |
|     |     | Sajid Javid      | 30 avril 2018    | 24 juillet 2019  | Conservateur    | Theresa May      |
|     |     | Priti Patel      | 24 juillet 2019  | 6 septembre 2022 | Conservateur    | Boris Johnson    |
|     |     | Suella Braverman | 6 septembre 2022 | 19 octobre 2022  | Conservateur    | Liz Truss        |
|     |     | Grant Shapps     | 19 octobre 2022  | 25 octobre 2022  | Conservateur    | Liz Truss        |
|     |     | Suella Braverman | 25 octobre 2022  | 13 novembre 2023 | Conservateur    | Rishi Sunak      |
|     |     | James Cleverly   | 13 novembre 2023 | 5 juillet 2024   | Conservateur    | Rishi Sunak      |
|     |     | Yvette Cooper    | 5 juillet 2024   | en cours         | Travailliste    | Keir Starmer     |

## Dans la fiction
- Dans le film La Chute de Londres (2016), Rose Kenter (jouée par Penny Downie) est la secrétaire d'État à l'Intérieur.
- Dans la série  Bodyguard  (2018), Julia Montague (jouée par Keeley Hawes) est la secrétaire d'État à l'Intérieur.